# St. Anna (Dreierwalde)

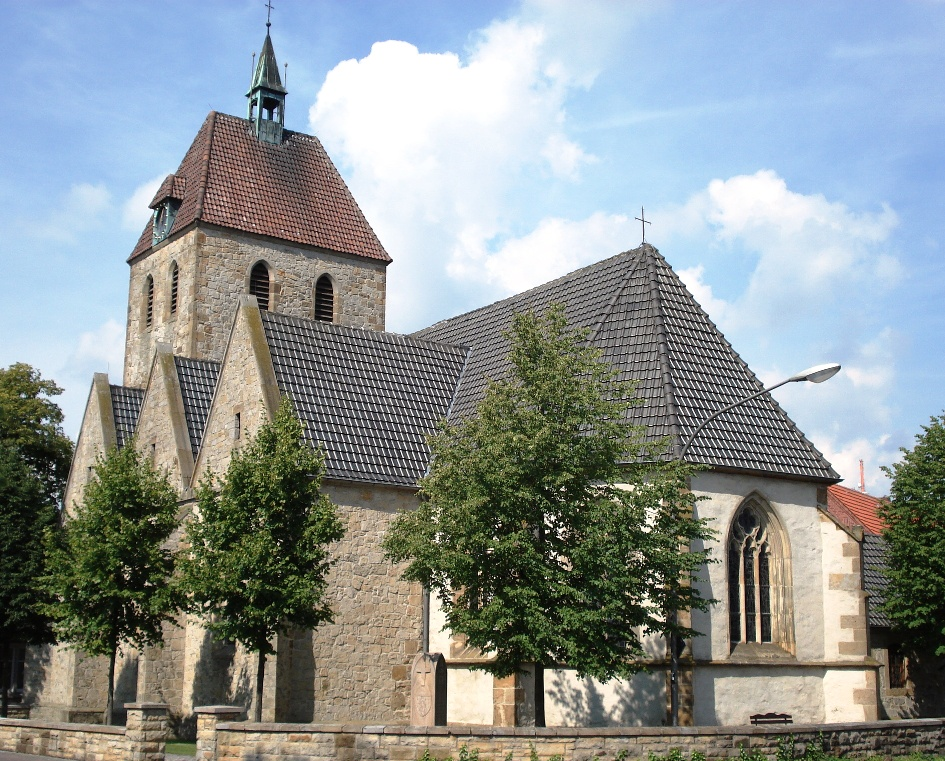
St. Anna

Die katholische Pfarrkirche St. Anna ist ein denkmalgeschütztes Kirchengebäude in Dreierwalde, einem Ortsteil von Hörstel, einer Stadt im Kreis Steinfurt in Nordrhein-Westfalen.

## Geschichte und Architektur
Die Kirche wurde erstmals 1525 urkundlich als Kapelle erwähnt.
Das Kerngebäude wurde 1509 als einjochiger Gewölbesaal mit fünfseitigem Chor errichtet. Erweiterungen wurden 1771 und 1947 bis 1949 vorgenommen. Dabei wurde die Sakristei verlängert und der Giebel in alter Form erneuert.

## Ausstattung
- Vesperbild aus einer westfälischen Werkstatt vom Anfang des 16. Jahrhunderts
- Taufstein in achtseitiger Pokalform mit Steinmetzzeichen aus dem 16. Jahrhundert[1]

Die Orgel wurde 1865 von dem Orgelbauer Karl Krämer (Osnabrück) erbaut.

## Belege
1. ↑  Georg Dehio: Handbuch der Deutschen Kunstdenkmäler, Nordrhein-Westfalen. Band 2, Westfalen, Deutscher Kunstverlag, München 1969, Seite 143 und 126
2. ↑  Informationen zur Orgel (Seite nicht mehr abrufbar, festgestellt im Mai 2019. Suche in Webarchiven)  Info: Der Link wurde automatisch als defekt markiert. Bitte prüfe den Link gemäß Anleitung und entferne dann diesen Hinweis.